# Aleksandr Miloserdov
Aleksandr Valerjevitsj Miloserdov (Russisch: Александр Валерьевич Милосердов) (Moskou, 11 juni 1980), is een voormalig professionele basketbalspeler die speelde voor het nationale team van Rusland.

## Carrière
Miloserdov begon zijn profcarrière bij Spartak Moskou in 1996. In 1997 stapte Miloserdov over naar CSKA Moskou. Met CSKA werd Miloserdov landskampioen van Rusland in 1998. Een jaar later in 1998 verliet Miloserdov CSKA en vertrok naar Avtodor Saratov. Na een jaar ging Miloserdov naar Pallacanestro Reggiana in Italië. In 1999 vertrok Miloserdov naar Olympique d'Antibes in Frankrijk. In 2000 ging Miloserdov naar Śląsk Wrocław in Polen. Na een jaar keerde Milsoserdov terug naar Italië. Hij ging spelen voor Skipper Bologna. Het volgende jaar ging Miloserdov spelen voor Dinamo Moskou. In 2003 ging Miloserdov naar UNICS Kazan. Met deze club won hij de EuroChallenge in 2004. In 2005 ging Miloserdov naar Lokomotiv Rostov. In 2006 ging hij terug naar UNICS Kazan. Hij wisselde zijn tijd bij UNICS af, door een aantal keer te spelen voor Universiteit Joegra. In 2013 stopte Miloserdov met basketballen.
Valeri Miloserdov is de vader van Aleksandr Miloserdov, die een basketbalspeler was van het nationale team van de Sovjet-Unie.

## Erelijst
- Landskampioen Rusland: 1
  - Winnaar: 1998
  - Tweede: 1999, 2004
  - Derde: 2005
- Bekerwinnaar Rusland:
  - Runner-up: 2005, 2007
- EuroChallenge: 1
  - Winnaar: 2004